# ريتشارد آدامز (مخترع)
ريتشارد آدامز (بالإنجليزية: Richard Adams)‏ هو مخترِع أمريكي، ولد في 8 ديسمبر 1954 في ميامي بيتش في الولايات المتحدة.